# Hiroshi Amano
Hiroshi Amano (天野 浩, Amano Hiroshi, 11 de setembre de 1960) és un físic, enginyer i inventor japonès especialitzat en el camp de la tecnologia de semiconductors. Per la seva tasca, va ser guardonat amb el Premi Nobel de Física 2014 juntament amb Isamu Akasaki i Shuji Nakamura per "la invenció de díodes eficaços blaus que emeten llum que ha permès estalviar fonts de llum blanques brillants i estalvi d'energia".

## Educació
Amano va néixer a Hamamatsu, Japó, l'11 de setembre de 1960. Va obtenir el títol de llicenciat, màster i doctor en enginyeria el 1983, 1985 i 1989, respectivament, a la Universitat de Nagoya.
A l'escola elemental, jugava a futbol com a porter i a softball com a catcher. També era un apassionat de la ràdioafició i, tot i que no li agradava estudiar, era bo en matemàtiques. Quan va entrar a l'escola secundària, va començar a estudiar seriosament i es va convertir en un bom alumne estudiant a les nits.

## Trajectòria
Del 1988 al 1992, va ser investigador associat a la Universitat de Nagoya. El 1992 es va traslladar a la universitat Meijo, on va ser professor ajudant, associat i des del 2002 titular. El 2010 es va traslladar a l'Escola Superior d'Enginyeria de la Universitat de Nagoya com a professor.
Es va incorporar al grup del professor Isamu Akasaki el 1982 com a estudiant de pregrau. Des d'aleshores, ha estat investigant sobre el creixement, la caracterització i les aplicacions de dispositius dels semiconductors de nitrurs del grup III, coneguts com a materials utilitzats en díodes blaus que emeten llum. El 1985 va desenvolupar un sistema a baixa temperatura per al creixement de pel·lícules de semiconductors de nitrur del grup III en un substrat de safir, el que va provocar la realització de diodes emissors de llum i diodes làser de semiconductor basats en el grup III-nitrur. El 1989, va aconseguir fer créixer un diode emissor de llum UV / blau tipus GaN i fabricar un tipus d'unió del GaN basat amb UV/llum blava amb emissions de diode per primera vegada al món.
El seu laboratori va rebre el nom de "castell sense nit" perquè sempre hi havia gent treballant. Segons els seus estudiants al laboratori, té una personalitat temperada optimista i mai no s'enfada.